# Jack Coe
Jack Coe (* 11. März 1918 in Oklahoma City, Oklahoma, USA; † 16. Dezember 1956 in Dallas Texas) war ein US-amerikanischer Pfingstpastor und Heilungsevangelist.

## Leben
Jack Coe wurde 1918 in Oklahoma City, Oklahoma, geboren und war eines von sieben Kinder der Baptisten George und Blanche Coe. Der Vater war Alkoholiker und Glücksspieler und bewirkte dadurch den Konkurs seiner Familie 1923, so dass die Mutter mit den Kindern nach Pennsylvania umzog. Nach der definitiven Trennung seiner Eltern 1927, wurde Coe in ein Kinderheim für Waisen geschickt. 1935 verließ er diese Einrichtung als Alkoholiker, mit Magengeschwüren und zutiefst unzufrieden mit seinem Leben. Er zog zuerst nach Kalifornien und wurde etwas später Manager bei den Singer Nähmaschinen in Fort Worth, Texas.
Durch eine Evangelisation der Kirche des Nazareners entwickelte Coe Interesse am Christentum und besuchte 1939 bis 1940 das Southwestern Bible Institute in Enid, Oklahoma. Die Bibelschule gehörte den Assemblies of God an, wodurch er mit dem Pfingstglauben vertraut wurde. 1941, während des Zweiten Weltkriegs trat er in die US Army ein und wurde dem 130. Bombengeschwader Walter Boro in South Carolina zugeteilt. Weil man ihn wegen seinem Glauben für verrückt hielt, landete er in der Psychiatrie und im Gefängnis. Doch er kam wieder frei und wurde kurzfristig Hausmeister, Sonntagsschullehrer und Prediger in einer Church of God. Er heiratete 1942 die Sängerin Juanita Scott, die mit den Southern Carolers auftrat.
Im Verlauf des Krieges erkrankte er 1944 an Malaria und soll durch Gebet geheilt worden sein. Im gleichen Jahr wurde er von den Assemblies of God zum Pastor ordiniert, und er fühlte sich fortan von Gott zum Heilungsdienst berufen. Hierfür verkaufte Jack Coe 1946 das Haus, in dem er mit seiner Frau Juanita gewohnt hatte, und wurde reisender Erweckungsprediger und Geistheiler, der seine Veranstaltungen in einem Missionszelt abhielt. Coe gilt als einer der ersten Heilungsevangelisten, der auch die afroamerikanische Gemeinschaft anzog. In seinem Dienst wurde er vom Pfingstprediger Gordon Lindsay und seiner Monatszeitschrift „Voice of Healing“ unterstützt, in der seine Kampagnen und die anderer Heilungsevangelisten angekündigt wurden. Dies führte mitunter zu einem Wetteifer um das größte Evangelisationszelt. Als Jack Coes Geltungsbedürfnis darunter zu leiden begann, dass Oral Roberts über ein größeres Missionszelt als er verfügte, das 27,50 mal 40 Meter mass, erwarb er sich ein noch größeres. 1950 löste er sich schließlich von The Voice of Healing und veröffentlichte eine eigene Werbezeitschrift mit dem Titel „Herald of Healing“, die zu ihren Hochzeiten etwa 300.000 Leser hatte. Seine Bekanntheit wuchs ab 1952 mit Radio- und Fernsehauftritten, die von vielen Sendern ausgestrahlt wurden.
Wie viele US-amerikanische Heilungsevangelisten prahlte Coe mit der Heilung tausender Menschen. Allerdings unterschieden ihn seine groben Methoden und seine harsche Wortwahl von seinen Konkurrenten. So zog er körperlich beeinträchtigte Menschen während seiner Veranstaltungen aus ihrem Rollstuhl und sprach ihnen den Glauben ab, wenn sie durch seine Gebete keine Verbesserung ihres Gesundheitszustands bemerkt hatten. Die endlosen Übertreibungen und kontroversen Aussagen Coes führten schließlich dazu, dass er 1953 von den Assemblies of God offiziell ausgeschlossen wurde. Daraufhin gründete Jack Coe seine eigene Kirchengemeinschaft in Dallas, Texas, die den Namen Dallas Revival Center erhielt. Zur Eröffnung 1954 erschien auch Demos Shakarian, 1954 wurde das Jack-Coe-Glaubenshaus eröffnet. Im Februar 1956 wurde Jack Coe in Miami, Florida, aufgrund der Praktizierung von Medizin ohne Lizenz verhaftet, nachdem ein von ihm als geheilt erklärter gelähmter Junge aufgrund des Verzichts auf seine Gehhilfen schweren Schaden erlitten hatte.
Ende des Jahres 1956 erkrankte Coe selbst an bulbärer Poliomyelitis. Infolge chronischer Überarbeitung, Stress und Übergewicht starb er am 16. Dezember 1956 in Dallas, Texas. Sein Missionszelt wurde von A. A. Allen erworben, der es für seine Veranstaltungen als Heilungsevangelist nutzte.

## Kritik
Jack Coe wird zu den Negativbeispielen des Healing Revivals gerechnet, denn er liebte den Auftritt, Wettkampf, Prahlerei, Handgreiflichkeiten, grobe Worte, Streit, Unmässigkeit und übermäßiges Essen, so dass er früh verstarb.